# Középtúr
Középtúr (szlovákul Stredné Turovce) Nagytúr településrésze, korábban önálló falu Szlovákiában, a Nyitrai kerület Lévai járásában.

## Fekvése
Ipolyságtól 3 km-re északra, a Korpona patak partján fekszik, ma Nagytúr északi részét képezi.

## Története
Túr települést 1156-ban "Tur" néven az egyházi tizedjegyzékben említik először. Régi temploma 1260 körül épült, 1938-ban a Korpona-patak áradása mosta el és nem épült újjá. Középtúr 1421-ben "Kezepthwr" alakban tűnik fel a forrásokban. A 15. században a Jánoky és Vajda család birtoka volt, később a Thuryaké. A hagyomány szerint a községből származott Thury György, a híres bajvívó, több vár kapitánya. A 18. században a Palásthy és más családoké. 1828-ban 45 házában 271 lakos élt, akik mezőgazdasággal, szőlőtermesztéssel foglalkoztak.
Vályi András szerint "Kis Túr, Felső Túr, Közép Túr. Három Magyar falu Hont Várm. földes Uraik külömbfélék, lakosaik katolikusok, és másfélék is, földgyeik meglehetősek, legelőjök elég van, szőlőhegyeik középszerű borokat teremnek."
Fényes Elek szerint "Tur (Közép), magyar falu, Honth vmegyében, 260 kath., 8 evang. lak. Mind a három helység közel fekszik egymáshoz a Korpona mellett, Ipoly-Ságtól északra 1 órányira. Szántóföldjeik jók s benne buzát, rozsot, kukoriczát, dohányt, zabot termesztenek. Szőlőjök és erdejök is van. F. u. Beniczky, Gézcy, Mártonfy, Okolicsányi, Kasza, Pongrácz, Hán, Thury, s m. t."
A trianoni békeszerződésig Hont vármegye Ipolysági járásához tartozott. 1938 és 1944 között ismét Magyarország része.

## Népessége
1910-ben 315-en, túlnyomórészt magyarok lakták.
2001-ben Nagytúr 805 lakosából 489 magyar és 307 szlovák.

## Nevezetességei
- 13. századi Szent Márton templom maradványai.
- A faluban 1874-ben készített kápolnaszerű képoszlop áll.
- Több 19. századi, népi építésű parasztház is található itt.

## Külső hivatkozások
- Községinfó
- Nagytúr Szlovákia térképén
- E-obce.sk[halott link]